# 非洲復興
非洲復興是一種非洲人民迎接非洲大陸面臨的挑戰，實現文化、科學和經濟復興的政治理念。非洲復興首先由謝赫·安塔·迪奧普於1946年至1960年間撰文提出，後來收錄於著作《走向非洲復興》。南非前总统塔博·姆貝基在擔任副總統期間進一步推廣非洲復興，使得非洲復興在後種族隔離議題中發揮重大影響。
非洲復興的目標是社會凝聚力、民主、經濟重建與增長，並且將非洲確立為地緣政治的重要角色。華盛頓·阿格雷·賈朗歐·奧庫穆編寫了一份他認為值得延續的非洲特質列表，包括人際關係的各個方面，例如「社會包容、熱情好客和慷慨分享」，以及細心而敏銳的傾聽。他還認為，社會接納的基礎不是財富，而是與他人的關係。 

## 起源
塞内加尔历史学家謝赫·安塔·迪奧普於1946年至1960年間在巴黎求學，他撰寫了一系列描繪非洲發展歷程的文章，後來被視為南非前總統塔博·姆貝基的理念藍圖。姆貝基在開普敦慶祝南非新憲法通過時，發表了著名的「我是非洲人」演講：
我出生在一个英雄和女英雄組成的民族。[...] 他們非常有耐心，因為歷史站在他們這邊，群眾不會因為今天的天氣不好而絕望，明天陽光普照的时候，他們也不會堅信必然獲勝。[...] 無論他們曾身處何種環境，他們正是因為這些經歷，决心定義自己是誰、應該是誰。
姆貝基心目中构成非洲復興的要素為：社會凝聚力、民主、經濟重建和增長，以及非洲在地缘政治事务中的重要地位。他在1998年8月13日發表的〈副總統的非洲復興聲明〉中，將這些信念和實踐這些信念的改革編寫成文，要求知識分子全心投入非洲復興、推動人類社會遠離野蠻，重新找回藝術和創造力，並且說：「做一個真正的非洲人，就是做非洲復興事業的反叛者。非洲復興事業在新世紀和新千禧年的成功，是我們時代的重大歷史挑戰之一。」
1998年9月28日，約470名與會者參加了约翰内斯堡的非洲復興研討會。次年，《非洲復興》出版，收錄了三十篇文章，主題與研討會的分組會議相對應：「文化與教育、經濟與交通、科學與技術、交通與能源、道德革新和非洲價值，以及媒體與電信。」姆貝基是研討會開幕時的發言人，他亦為這本書撰寫序言。

## 非洲復興研究所
1999年10月11日，非洲復興研究所（ARI）在比勒陀利亚成立。:157

研究所的焦點在於非洲人力資源、科學和技術、農業、營養和健康、文化、商業、和平和善政。 :267華盛頓·阿格雷·賈朗歐·奧庫穆在著作《非洲復興：歷史、意義與策略》中寫道：
「非洲復興研究所現在和未來數年最重要的主要功能在於召集大量一流非洲科學家，持續贊助他們充足的基礎資金，讓他們針對問題有意義地研究、開發出解決辦法，以投入工業生產，這將在經濟上反映出極為重要的成果。」:170

## 非裔國際十年
非洲復興成為了2015年至2024年非裔國際十年的一部分。其中，「回歸之門」倡議旨在将非裔僑民带回非洲大陸。這項倡議最初由牙買加阿坎朋歷史悠久的馬隆社群為首，與奈及利亞、加納和辛巴威合作。